# バトルロボット烈伝
『バトルロボット烈伝』（-れつでん）は、1995年9月1日に日本のバンプレストから発売されたスーパーファミコン用戦略シミュレーションゲーム。
同社の『スーパーロボット大戦シリーズ』とは、全く異なるコンセプトのクロスオーバー作品である。各キャラクターを操作し、バトルロボットとブランチ戦士による侵略を開始した「ゲルスター帝国」から「ノルド王国」を救済する事を目的としている。戦闘シーンは高さの概念があるクォータービューで表現されている事を特徴としている。
開発はウィンキーソフトが行い、プロデューサーはスーパーファミコン用ソフト『ゴーストチェイサー電精』（1994年）を手掛けた石川肇、メカデザインは石垣純哉、キャラクターデザインは逢坂浩司が担当している。
後に本作同様、惑星ウルスを舞台にしたPlayStation用ソフト『リアルロボット戦線』（1999年）が発売されている。

## 概要
本作は、スーパーロボット大戦シリーズと比較して、より戦略シミュレーションゲーム的なシステムで構成されている。シナリオは全11章。
地球とは別の宇宙にある、地球に酷似した星「惑星ウルス」が舞台。登場するパイロットやロボットは「デュプリケーター」と呼ばれる装置で地球から複写された物となっている。複写された人物は「ブランチ戦士」と呼ばれ、地球に存在するオリジナルとは別人。メッセージウインドウの色は、プレイヤー側が緑色、敵側が紫色となっている。 
登場する作品は、名古屋テレビ放送制作でテレビ朝日系にて土曜17時台後半に放送されたサンライズならびに富野由悠季総監督作品で構成。本作発売にあたって富野がメッセージを寄せており、取扱説明書に記載されている。

## ゲーム内容

### システム
マップは、広大な「戦略行動マップ」と局所的な「戦術行動マップ」に分かれている。戦略行動マップでは敵味方ともに、「母艦」およびユニット5機分で編成された「小隊」3部隊が登場する。敵側の部隊および母艦と接触することで、実際に戦闘を行う戦術行動マップに移る。ユニットのレベルアップや武器改造は戦略行動マップで行う。
戦術行動マップでは、小隊の隊長機を操作ユニットとして使用し、それ以外はAIによる自律行動になる。なお、AIに協力、待機といった具体的な命令を行うことが出来る。
ユニットのマスは、従来のスクウェア（四角）ではなくヘクス（六角）となっている。また、ユニットはヘクスの6方向に沿った「向き」が設定されており、任意に切り替えることが出来る。ユニットの向きと敵の攻撃方向によって、敵からのダメージ量が異なり、背後からの攻撃であるほど増加する。ユニットの移動は、徒歩、ホバリング、空中移動があり、地形および段差に影響する。
ユニットの行動順序については、TPというステータス数値の少ない順に巡ってくる。また、TPのほかにAPという数値があり、この数値を消費して移動や攻撃、防御などを行う。なお、自分のターンでの行動回数は可変で、APを使い切るまで何度でも行動することが可能。
育成要素としては、特定の敵を撃破することで獲得できる「アップル」を使用することでユニットのレベルを上げることが可能。ただし、物語の進行ではレベル上限が設定されており、進行することで上限が引き上げられていく。バトルロボットは「補給値」を使用することでHPが強化でき、それにより他の能力も向上する。バトルロボットの武器数が少ないユニットには追加の強化パーツも装備可能。

## 設定

### ストーリー
禁断の技術デュプリケーターを復活させた「ゲルスター帝国」は、転写したバトルロボットとそのパイロットであるブランチ戦士を使い、他国への侵略を開始する。
その最初のターゲットにされた帝国の隣国「ノルド王国」は、侵略に対抗するため帝国へ潜入部隊を送りこみ、デュプリケーターの技術を盗み出し、自らもデュプリケーターを復活させる。
しかし、そのデュプリケーターから転写されたブランチ戦士は、意志のない人形のような存在だった。防衛網を突破してデュプリケーターに迫る帝国軍。追いつめられた王国軍の前に、1人の青年が現れる。

### 用語
惑星ウルス
本作の舞台となる惑星。遥か未来において、宇宙旅行中の時空転移の失敗で別の宇宙に飛ばされた人類が、彷徨った果てに辿り着き、入植した。衛星の月には、なぜか故郷の地球がある宇宙の映像が映し出されている。
デュプリケーター
ウルスのとある科学者が開発した装置。開発した月に映し出された映像から、人物や物を寸分違わず転写（デュプリケート）する。何らかの理由で過去に失われた技術だったが、ゲルスター帝国が復活させた。
ブランチ戦士
デュプリケーターから転写された人間の名称。転写元となったオリジナルと寸分の違いもないが、影響を与えない存在。
名前の由来は、ウルスと地球がある宇宙に同じ人物が存在することを1本の木から生えた2本の枝に喩え、その枝を指す英語Branchから。
ブランチニアン
ウルス人とブランチ戦士の間に生まれた混血の人間の総称。ブランチ戦士のようにバトルロボットを操縦できるが、その血のために迫害されている。
アップル
赤い宝石の形をした特殊結晶。転写したばかりの人形のような状態のブランチ戦士を覚醒させるのに必要不可欠であり、融合させることで意志と記憶を目覚めさせる。また、さらにアップルを融合させることで、ブランチ戦士の元となっている人物の潜在能力へ引き上げることができる。

## 登場キャラクター

### プレイヤーキャラクターと搭乗ロボット
以下登場順。（）内は出典を示す。
- アムロ・レイ / νガンダム（『機動戦士ガンダム 逆襲のシャア』）
- ジロン・アモス / ザブングル→ウォーカー・ギャリア（『戦闘メカ ザブングル』）
- ダバ・マイロード / エルガイム→エルガイムMk-II（『重戦機エルガイム』）
- ショウ・ザマ / ダンバイン→ビルバイン（『聖戦士ダンバイン』）
- カミーユ・ビダン / Ζガンダム（『機動戦士Ζガンダム』）
- ラグ・ウラロ / ザブングル（『戦闘メカ ザブングル』）
- ファンネリア・アム / エルガイム（『重戦機エルガイム』）
- マーベル・フローズン / ダンバイン（『聖戦士ダンバイン』）
- 神勝平（&神江宇宙太&神北恵子） / ザンボット3（『無敵超人ザンボット3』）
- 破嵐万丈 / ダイターン3（『無敵鋼人ダイターン3』）

ザンボット3とダイターン3は特定の手順（条件）を踏まないと登場しない隠れキャラクターである。

### パッケージ登場機体
- νガンダム
- ザブングル
- エルガイム
- ダンバイン

### オリジナルキャラクター
アーク＝クルヴィス
主人公の青年。父親が残した日記と赤い宝石「アップル」を見つけたことで戦争の最前線に立つことになる。セントールにナビゲーターとして乗り込むが、テヴィエに隠れていた才能を見出され、艦長代理として隊を指揮する。
エミー＝ハウアー
セントールのオペレーターを勤める女性。優れた情報分析能力と明るい性格でセントール隊をサポートするが、一度キレると啖呵を切って相手や周囲を圧倒してしまう。
テヴィエ＝ネイハム
ノルド王国の歴戦の将であるセントールの艦長。後に隣国エスト王国との同盟により連合軍の総司令官として召集されるが、その際に後任としてアークを抜擢した。
リットン
セントールの艦長代理になったアークの補佐役として軍本部より派遣されてきた作戦参謀。若くして艦長代理になったアークや軍規を守ろうとしないブランチ戦士に反感を抱いていたが、幾度も戦いを経て仲間として認めていく。
ウルロフ＝ヴァイアス
猛将と呼ばれるゲルスター帝国の老将軍。旗艦ドラグーンに艦長として乗り込み帝国艦隊を率いてノルド王国を侵略しようとする。ウルス人の部下には人望があるが、その一方でブランチ戦士は道具のように扱うため、彼らからは強い反感を持たれている。
エレノア＝バラージュ
ゲルスター帝国軍の参謀である女性。ブランチ戦士のシャア・アズナブルと出会ったことで帝国の目的とは違う独自の行動を起こす。
クリステア
ガレス＝ゲルスターの娘である皇女。ロード・ゲルスターで気紛れに戦線にやってきたところでセントール隊と遭遇する。父親のガレスに溺愛されていたこととまだ子供なためか世間知らずでわがまま性格だったが、ブランチ戦士のギャブレット・ギャブレーと出会い、彼から色んなことを学んで成長していく。
カーラ＝カミラ
クリステアのお目付役である女性。ギャブレーがドラコーンの艦長になった際はその副官になる。実はウルロフがギャブレーを監視するために送り込んだ密偵だったが、徐々に感化されていく。
戦場では女性だけで編成されたHM小隊を率いて自ら出陣する。
ジイ
ロード・ゲルスターの艦長。クリステア皇女のわがままに振り回されながらも成長を見守っている。
ガレス＝ゲルスター
ゲルスター帝国の皇帝でクリステアの父。ゲーム中には本人は登場しないが会話シーンで病に掛かり、最終的に崩御してしまうことが語られている。
ジル＝ロイド4世
ノルド王国の国王。ゲーム中では名前を含めて登場しないが、説明書で仕官学校の卒業生への訓辞という形でゲームストーリーの紹介をしている。
Y.Nバハム
説明書に載っているアークの身分証明書に名前が書かれているノルド王国の軍務尚書。ゲームには登場しない。

### オリジナルメカ
セントール
アーク達の母艦となるノルド王国の新造戦艦。戦艦だけではなくブランチ戦士の運用を重視した空母として面も持っている。
ドラグーン
ゲルスター帝国のドラゴリー級の一番艦である黒い色の大型戦艦。ウルロフ＝ヴァイアスの乗艦として何度もセントール隊の前に立ち塞がる。
ドラコーン
クリステアがギャブレーに直接授けたドラゴリー級の二番艦である紫色の大型戦艦。
ドラゴーネ
エレノアからシャアに渡されたドラゴリー級大型戦艦の三番艦。赤い色に塗装されている。
ロード・ゲルスター
帝国の名を冠したクリステアの専用艦。基本的には船体各所の黄金を使い優雅なデザインを重視した式典用艦である。
ダグラス・ファウスト
ゲルスター帝国がデュプリケーターの技術を応用して開発した最終兵器。遠く離れた帝都から戦艦をも一撃で撃墜させる攻撃で連合軍を窮地に追い込む。

## 音楽
今作では順番毎にBGMが変るのではなく一つの戦術MAPにつき一つの作品のBGM（オリジナル含む）で固定されている。
- 機動戦士ガンダム 逆襲のシャア - MAIN TITLE（作曲：三枝成彰） - SWAN（作曲：三枝成彰）
- 機動戦士Ζガンダム - 艦隊戦（作曲：三枝成彰） - 激戦の果てに（作曲：三枝成彰）
- 戦闘メカ ザブングル - 疾風ザブングル（作曲：馬飼野康二） - 青い閃光（作曲：馬飼野康二）
- 聖戦士ダンバイン - ダンバイン とぶ（作曲：網倉一也） - 戦火の爪あと（作曲：坪能克裕）
- 重戦機エルガイム - エルガイム〜Time For L-GAIM〜（作曲：筒美京平） - 対決ダバ・マイロード（作曲：若草恵）

## スタッフ
- プロデューサー：石川肇（バンプレスト）
- オリジナル・メカデザイン：石垣純哉
- オリジナル・キャラクターデザイン：逢坂浩司
- 企画、シナリオ：松本剛
- 企画サブ：古川寛
- プログラマー：長田剛
- サブプログラマー：鶴鶴鶴、中尾佳裕
- グラフィック：中出秀二郎、兼田篤志、黒住安敦、小沢大、占部河童、西村英樹、戸田篤樹、糸洲文恵、田中麻依子、阿部徹、武馬功治
- サウンド：芦沢英志、紫ナコ、三垣敦史
- 惑星ウルス構築：BAHAMUT、沼田康博
- スペシャル・サンクス：高宮成光

## 評価
ゲーム誌『ファミコン通信』の「クロスレビュー」では、7・5・6・4の合計22点（満40点）、『ファミリーコンピュータMagazine』の読者投票による「ゲーム通信簿」での評価は以下の通り、23.0点（満30点）となっている。
| 項目 | キャラクタ | 音楽 | お買得度 | 操作性 | 熱中度 | オリジナリティ | 総合 |
| 得点 | 4.2        | 3.9  | 3.5      | 3.7    | 4.0    | 3.8            | 23.0 |

## 関連商品
攻略本
- スーパーファミコン必勝法スペシャル バトルロボット烈伝 ISBN 9784766923308
- バトルロボット烈伝 完全攻略ガイド ISBN 9784073035510
- バトルロボット列伝 公式タクティカルハンドブック